# مث‌جکس
مث‌جکس (به انگلیسی: MathJax) یک کتابخانهٔ جاوااسکریپت چندمرورگری است که از نشانه‌گذاری‌های مت‌ام‌ال، لاتک و اسکی‌مت‌ام‌ال استفاده می‌کند. مت‌جکس به صورت متن‌باز و با پروانهٔ آپاچی منتشر می‌شود.
پروژهٔ مت‌جکس در سال ۲۰۰۹ در ادامهٔ یک پروژهٔ دیگر به نام جی‌اس‌مت که یک کتابخانه برای قالب‌بندی ریاضیات بود آغاز شد و توسط جامعهٔ ریاضی آمریکا مدیریت می‌شود. بنیان‌گذاران پروژه عبارتند از جامعهٔ ریاضی آمریکا، دیزاین ساینس و جامعهٔ ریاضی کاربردی و صنعتی و حامیانی چون مؤسسهٔ فیزیک آمریکا و استک‌اکسچنج دارد.

## واژه‌نامه
1. ↑  ASCIIMathML
2. ↑  jsMath
3. ↑  Society for Industrial and Applied Mathematics